# League of Ireland Cup 2013
La League of Ireland Cup 2013 è la 40ª edizione della manifestazione calcistica. È iniziata il 2 marzo 2013.

## Squadre partecipanti
Le Pool sono state stabilite in base alle posizioni regionali.
| Pool 1                                                              | Pool 2                                                                    | Pool 3                                                   | Pool 4                                                                     |
| ------------------------------------------------------------------- | ------------------------------------------------------------------------- | -------------------------------------------------------- | -------------------------------------------------------------------------- |
| Cork City Cobh Ramblers Limerick 37 Waterford United Wexford Youths | Cockhill Celtic Derry City Finn Harps Mayo League Mervue Utd Sligo Rovers | Bohemians Bray Wanderers Salthill Devon St Patrick's UCD | Athlone Town Drogheda Utd Dundalk Longford Town Shamrock Rovers Shelbourne |

## Primo turno
È stato disputato tra il 2, 3, 11 e 19 marzo 2013.
| Squadra 1        | Risultato   | Squadra 2       |
| ---------------- | ----------- | --------------- |
| Pool 1           |             |                 |
| Waterford United | 2 – 1       | Cobh Ramblers   |
| Pool 2           |             |                 |
| Mayo League      | 1 – 4       | Finn Harps      |
| Mervue Utd       | 2 – 1       | Cockhill Celtic |
| Pool 3           |             |                 |
| Bohemians        | 3 – 2 (dts) | UCD             |
| Pool 4           |             |                 |
| Athlone Town     | 0 – 2       | Longford Town   |
| Dundalk          | 1 – 0       | Shelbourne      |

## Secondo turno
È stato disputato tra il 20 e 21 maggio 2013.
| Squadra 1       | Risultato         | Squadra 2        |
| --------------- | ----------------- | ---------------- |
| Pool 1          |                   |                  |
| Limerick 37     | 1 – 1 (4 - 2 dcr) | Waterford United |
| Wexford Youths  | 0 – 4             | Cork City        |
| Pool 2          |                   |                  |
| Finn Harps      | 1 – 1 (5 - 6 dcr) | Derry City       |
| Sligo Rovers    | 4 – 0             | Mervue Utd       |
| Pool 3          |                   |                  |
| Bohemians       | 4 – 2 (dts)       | Bray Wanderers   |
| Salthill Devon  | 2 – 3 (dts)       | St Patrick's     |
| Pool 4          |                   |                  |
| Drogheda Utd    | 6 – 0             | Longford Town    |
| Shamrock Rovers | 1 – 0             | Dundalk          |

## Quarti di finale
| Squadra 1       | Risultato   | Squadra 2    |
| --------------- | ----------- | ------------ |
| 1º luglio 2013  |             |              |
| Drogheda Utd    | 3 – 0       | Cork City    |
| Limerick 37     | 0 – 4       | Sligo Rovers |
| Bohemians       | 0 – 2       | Derry City   |
| 23 luglio 2013  |             |              |
| Shamrock Rovers | 2 – 1 (dts) | St Patrick's |

## Semifinali
| Squadra 1       | Risultato | Squadra 2    |
| --------------- | --------- | ------------ |
| 5 agosto 2013   |           |              |
| Derry City      | 1 – 3     | Drogheda Utd |
| 13 agosto 2013  |           |              |
| Shamrock Rovers | 3 – 2     | Sligo Rovers |

## Finale
| Arbitro: | Padraigh Sutton |

|  |           |                               |
|  | Marcatori | 11’ (rig.) McCabe 58’ Stewart |

## Tabellone (dai quarti)
|  | Quarti di finale     | Quarti di finale     | Quarti di finale |                 |                 | Semifinali      | Semifinali | Semifinali |  |  | Finale | Finale | Finale |  |
|  |                      |                      |                  |                 |                 |                 |            |            |  |  |        |        |        |  |
|  | Bohemians            | Bohemians            | 0                |                 |                 |                 |            |            |  |  |        |        |        |  |
|  | Bohemians            | Bohemians            | 0                |                 |                 |                 |            |            |  |  |        |        |        |  |
|  | Derry City           | Derry City           | 2                |                 |                 |                 |            |            |  |  |        |        |        |  |
|  | Derry City           | Derry City           | 2                |                 | Derry City      | Derry City      | 1          |            |  |  |        |        |        |  |
|  |                      |                      |                  |                 | Derry City      | Derry City      | 1          |            |  |  |        |        |        |  |
|  |                      |                      | Drogheda Utd     | Drogheda Utd    | 3               |                 |            |            |  |  |        |        |        |  |
|  | Drogheda Utd         | Drogheda Utd         | Drogheda Utd     | Drogheda Utd    | 3               | 3               |            |            |  |  |        |        |        |  |
|  | Drogheda Utd         | Drogheda Utd         |                  |                 |                 |                 |            |            |  |  |        |        |        |  |
|  | Cork City            | Cork City            | 0                |                 |                 |                 |            |            |  |  |        |        |        |  |
|  | Cork City            | Cork City            | 0                |                 | Drogheda Utd    | Drogheda Utd    | 0          |            |  |  |        |        |        |  |
|  |                      |                      |                  |                 |                 |                 |            |            |  |  |        |        |        |  |
|  |                      |                      | Shamrock Rovers  | Shamrock Rovers | 2               |                 |            |            |  |  |        |        |        |  |
|  | Shamrock Rovers(dts) | Shamrock Rovers(dts) | Shamrock Rovers  | Shamrock Rovers | 2               | 2               |            |            |  |  |        |        |        |  |
|  | Shamrock Rovers(dts) | Shamrock Rovers(dts) |                  |                 |                 |                 |            |            |  |  |        |        |        |  |
|  | St Patrick's         | St Patrick's         | 1                |                 |                 |                 |            |            |  |  |        |        |        |  |
|  | St Patrick's         | St Patrick's         | 1                |                 | Shamrock Rovers | Shamrock Rovers | 3          |            |  |  |        |        |        |  |
|  |                      |                      |                  |                 | Shamrock Rovers | Shamrock Rovers | 3          |            |  |  |        |        |        |  |
|  |                      |                      | Sligo Rovers     | Sligo Rovers    | 2               |                 |            |            |  |  |        |        |        |  |
|  | Limerick 37          | Limerick 37          | Sligo Rovers     | Sligo Rovers    | 2               | 0               |            |            |  |  |        |        |        |  |
|  | Limerick 37          | Limerick 37          |                  |                 |                 |                 |            |            |  |  |        |        |        |  |
|  | Sligo Rovers         | Sligo Rovers         | 4                |                 |                 |                 |            |            |  |  |        |        |        |  |